# فردو
فردو (بالفارسية : فردو) هي قرية في محافظة قم في إيران. يقع إلى الجنوب من مدينة قم وتبعد عنها 47 كم. الإحداثيات الجغرافية لها هي 50 درجة 54 دقيقة شرقا و 34 درجة 16 دقيقة شمالا، ويعتقد أن قرية فردو لديها أكبر نسبة من المقاتلين الذين قتلوا في حرب السنوات الثمانية بين إيران والعراق التي حدثت من سبتمبر (أيلول) 1980 إلى أغسطس (آب) 1988.

## محطة فردو النووية
في سبتمبر 2009، تم الكشف عن أن إيران لديها محطة ثانية لتخصيب اليورانيوم قرب قرية فردو، التي كانت منحوتة في الجبال إلى الجنوب من طهران وهي أولى وإحدى أهم محطات التخصيب الإيراني، فبناؤها تم سرا في 2006، تحت عمق 90 مترا أسفل هرم جبلي غني بصخور صلبة لحمايتها من أي هجوم. لكن المخابرات الغربية كشفت في عام 2009 عن وجودها، وعلى لسان الرئيس الأمريكي أوباما بالذات، حين ذكر أنها تضم 3000 جهاز للطرد المركزي.